# كارينا بيل
كارينا بيل (بالدنماركية: Karina Bell)‏ هي ممثلة دانمركية، ولدت في 26 سبتمبر 1898 في الدنمارك، وتوفيت في 5 يونيو 1979 بهيليسينكور في الدنمارك.

## وصلات خارجية
- كارينا بيل على موقع IMDb (الإنجليزية)
- كارينا بيل على موقع قاعدة بيانات الأفلام السويدية (السويدية)
- كارينا بيل على موقع قاعدة بيانات الفيلم (الإنجليزية)
- كارينا بيل على موقع كينوبويسك (الروسية)